# Bremer wildernis

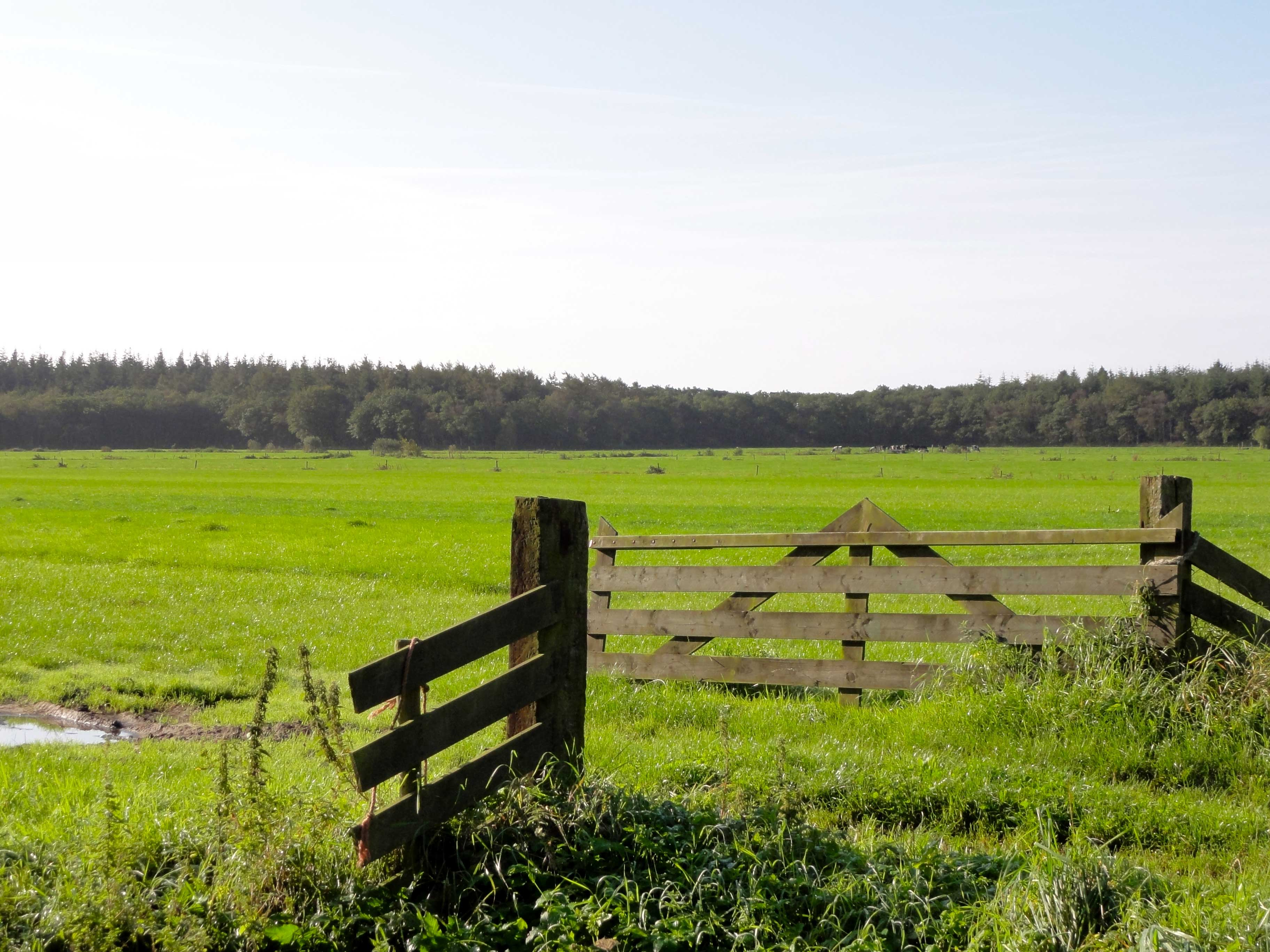
Zicht op de Bremer wildernis vanuit het noorden gezien

De Bremer wildernis is een natuurgebied in Gaasterland in de Nederlandse provincie Friesland.
De Bremer wildernis dankt haar naam aan de brem, die hier vroeger volop groeide. Het bosgebied van 47 hectare ligt ten noorden van Nijemirdum en grenst aan het Lycklamabos en de Starnumanbossen.De Bremer wildernis werd in de 19e eeuw als exploitatiebos aangelegd door de grootgrondbezitter Van Swinderen. De Bremer wildernis behoort sinds 1976 tot de terreinen van Staatsbosbeheer. In het gebied huizen reeën en dassen.